# Duingazelle
De duingazelle of duingazel (Gazella leptoceros), ook wel bekend als de zandgazelle of zandgazel, is een licht zandkleurige antilope met beige markeringen en lange, slanke hoorns. Hij leeft in zandduinen in de extreem droge noordelijke Sahara woestijn van Algerije tot Egypte. Hij voedt zich met struiken en lage woestijnplanten en trekt over grote afstanden in kleine groepen van 1-5 dieren. Vanwege de zeer kleine, geïsoleerde populaties is de soort geclassificeerd als "bedreigd" (EN) op de Rode Lijst van bedreigde soorten van de International Union for Conservation of Nature and Natural Resources en staat hij op Bijlage I van de Convention on International Trade in Endangered Species of Wild Fauna and Flora.

## Beschrijving
De duingazelle is een middelgrote gazelle. Volwassen mannetjes wegen 20-27 kg en vrouwtjes 14-18 kg. De kop-romplengte van enkele mannetjes was 88-100 cm, de schouderhoogte 69-75 cm, de staartlengte 14-17 cm en de achtervoet was 30-34 cm. Individuen uit Tunesië en Algerije zijn iets groter dan die uit Egypte. De kortharige vacht van de duingazelle is over het algemeen licht zandkleurig. Een ietwat donkerdere streep met onduidelijke randen loopt langs de flanken tussen de voor- en achterpoten. Aan de bovenrand verbleekt deze streep en is iets lichter dan de rug. De typische gezichtsmarkeringen van het geslacht Gazella zijn erg licht bij de duingazelle. De bles midden op het gezicht en donkere strepen van ogen tot snuit zijn zandkleurig, zonder roestbruine of bruine haren. Gebieden rond ogen, de snuit en zijkanten van het gezicht zijn wit. Ook de oren zijn erg licht van buiten, 13-15 cm lang, smal en puntig. Keel, borst en buik zijn wit. De voorkant van de voorpoten is dezelfde zandkleur als het lichaam met witte binnenkanten. Achterpoten zijn lichter en kunnen volledig wit zijn. De stuit is wit en de onduidelijke randen van de strepen op de flanken zijn slechts iets donkerder dan de zandkleurige rug. De staart is bruinzwart. De kleur verschilt niet opvallend tussen geslachten of leeftijdsklassen. Individuen uit Egypte zijn iets kleiner en donkerder dan die uit Algerije en Tunesië. Zowel mannelijke als vrouwelijke duingazelles hebben traanklieren, klieren in de liezen en tussen de tenen. Korte maar duidelijke borstels van donker haar staan op de kniegewrichten van de voorpoten. Stijve haren tussen klauwen en hoeven zijn bruin tot zwartachtig. Er zijn twee uiers. Beide geslachten hebben de karakteristieke slanke hoorns. Bij mannetjes zijn de hoorns over het algemeen recht met een lichte achterwaartse buiging. Bij volwassen exemplaren hebben de hoorns 24 tot 30 ringvormige ribbels die minder uitgesproken worden naarmate ze dichter bij het gladde uiteinde komen. Bij de schedel staan de hoorns ongeveer 1½ cm uit elkaar, hebben een bijna cirkelvormig doorsnede van 9-11½ cm in omtrek aan de basis. De hoorns hebben een gelijkmatig taps toelopend profiel met een variabele mate van divergentie. De afstand tussen de punten kan variëren van 9 tot 26 cm. Over het algemeen zijn de hoorns van volwassen mannetjes ongeveer twee keer zo lang als de schedel. Bij volwassen mannetjes zijn de hoorns 28–41 cm lang. Hoorns van vrouwtjes zijn aanzienlijk dunner dan die van mannetjes, hoewel ze slechts 15–25% korter zijn. De hoorns van de vrouwtjes zijn bijzonder recht, met ringen die veel minder duidelijk zijn, maar ze zijn ook vaak misvormd.
Het vrouwtje heeft zestien paar homologe chromosomen (2n=32). Mannetjes hebben vijftien paar homologe chromosomen en drie individuele chromosomen: X (waarvan de vrouwtjes een paar bezitten), Y1 en Y2.

### Anatomie

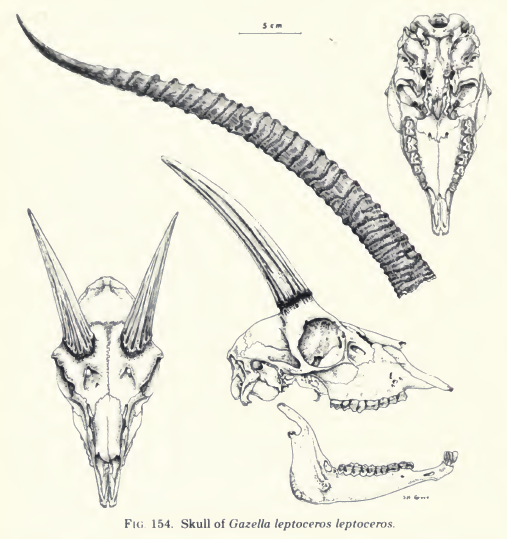
tekening van de schedel uit: The contemporary land mammals of Egypt (including Sinai) van Dale J. Osborn and Ibrahim Helmy, uit 1980.

De schedel van de duingazelle is typerend voor het geslacht Gazella. Vergeleken met de Indische gazelle is hij qua grootte en verhouding vergelijkbaar, maar wel lichter en delicater. De beenkernen van de hoorns hebben opvallende putjes en groeven die van de basis tot de punt lopen. Het gebit van de volwassen duingazelle is typisch voor een herkauwer. De tandformule is 0.0.3.33.1.3.3 × 2 = 32, dat wil zeggen geen snijtanden, geen hoektand, drie valse kiezen en drie ware kiezen in elke helft van de bovenkaak, en drie snijtanden, een hoektand, drie valse en drie ware kiezen in elke helft van de onderkaak. De hoeven van de duingazelle zijn langer en meer gespreid dan bij de vergelijkbare edmi- en dorcasgazelles, maar deze verschillen worden over het algemeen beschouwd als het resultaat van het lopen op zacht zand. De lengte van de achterhoeven in de harde woestijn was aanzienlijk lager (ongeveer 5 cm) dan in de zandwoestijn (6 cm). De hoogte van de voorhoeven varieert sterker. De hoeven van de duingazelle zijn erg smal, in tegenstelling tot de zwaardere addax die in dezelfde gebieden leeft, waarvan de bredere hoeven een groter oppervlak bieden en waarvan wordt aangenomen dat ze voorkomen dat de addax in het zand wegzakt. De buitenste hoef is breder dan de binnenste hoef, en de hoek van slijtage suggereert dat de hoeven gewoonlijk gespreid zijn. De voetafdrukken van de duingazelle zijn aanzienlijk groter en puntiger dan die van de dorcasgazelle, die in dezelfde gebieden leeft.

### Ontwikkeling
Voortplanting in het wild is grotendeels seizoensgebonden. De geboorte van wilde duingazelles vindt voornamelijk plaats in de winter en het vroege voorjaar. Het hoogtepunt van de bronsttijd valt waarschijnlijk tussen augustus en november. In gevangenschap is de voortplanting minder seizoensgebonden. De draagtijd wordt geschat op ongeveer 5½ maand. Eén nakomeling per worp is gebruikelijk in Egypte, maar in Algerije en Tunesië zijn tweelingen gebruikelijk. De bevalling verloopt over het algemeen binnen 1½ uur. De placenta wordt binnen een uur na de geboorte uitgescheiden en wordt doorgaans door de moeder opgegeten. Pasgeboren duingazelles lijken in hun tekening op volwassenen, maar zijn over het algemeen nog bleker. Een mannetje in gevangenschap woog bij geboorte ongeveer 1,8 kg. De typische dagelijkse gewichtstoename is 60-80 g per dag, waarbij het geboortegewicht in de eerste maand verdubbelt. Tijdens de eerste 2 weken van hun leven worden pasgeborenen op schuilplaatsen verstopt terwijl hun moeders op zoek gaan naar voedsel. Een moeder keert 3-4 keer per dag terug naar haar opgeslagen nakomelingen om te zogen, te verzorgen en het urineren en ontlasten te stimuleren. Alle urine of ontlasting die wordt geproduceerd, wordt door de moeder geconsumeerd. De kalfjes beginnen met het eten van planten na 4 weken en worden gespeend op de leeftijd van 4-6 maanden. De dieren groeien snel. Een vrouwtje in gevangenschap kreeg haar eerste jong al na 10½ maand, wat aangeeft dat de conceptie, en dus de seksuele rijpheid, op 5 maanden werd bereikt. Bij mannetjes treden tekenen van volwassenheid en gebrek aan tolerantie bij volwassen mannetjes op tussen de 8 en 10 maanden op. Vrouwtjes hebben zich tot een leeftijd van 11 jaar voortgeplant. De gemiddelde levensverwachting in een populatie in gevangenschap in Noord-Amerika is ongeveer 5 jaar voor mannetjes en 6 jaar voor vrouwtjes. De maximale geregistreerde levensduur is 14 jaar voor mannetjes en 16 jaar voor vrouwtjes.

### Verschillen met verwante soorten
Van de Afrikaanse soorten van het geslacht Gazella heeft de duingazelle de lichtste vachtkleur, variërend van bleekgeel tot bijna wit, en de typische markeringen op het gezicht en lichaam zijn licht en slecht gedefinieerd. De naad tussen de wandbeenderen en het achterhoofdsbeen in de schedel is afgerond, terwijl bij alle andere leden van het geslacht Gazella deze naad links- en rechtsboven een hoek vormt. De duingazelle is over het algemeen groter en de mannetjes missen de opgezette keel van de Arabische zandgazelle. De hoorns hebben parallelle bases en staan bijna verticaal boven de schedel, in plaats van schuin en met de karakteristieke kromming van de Arabische zandgazelle.

## Taxonomie

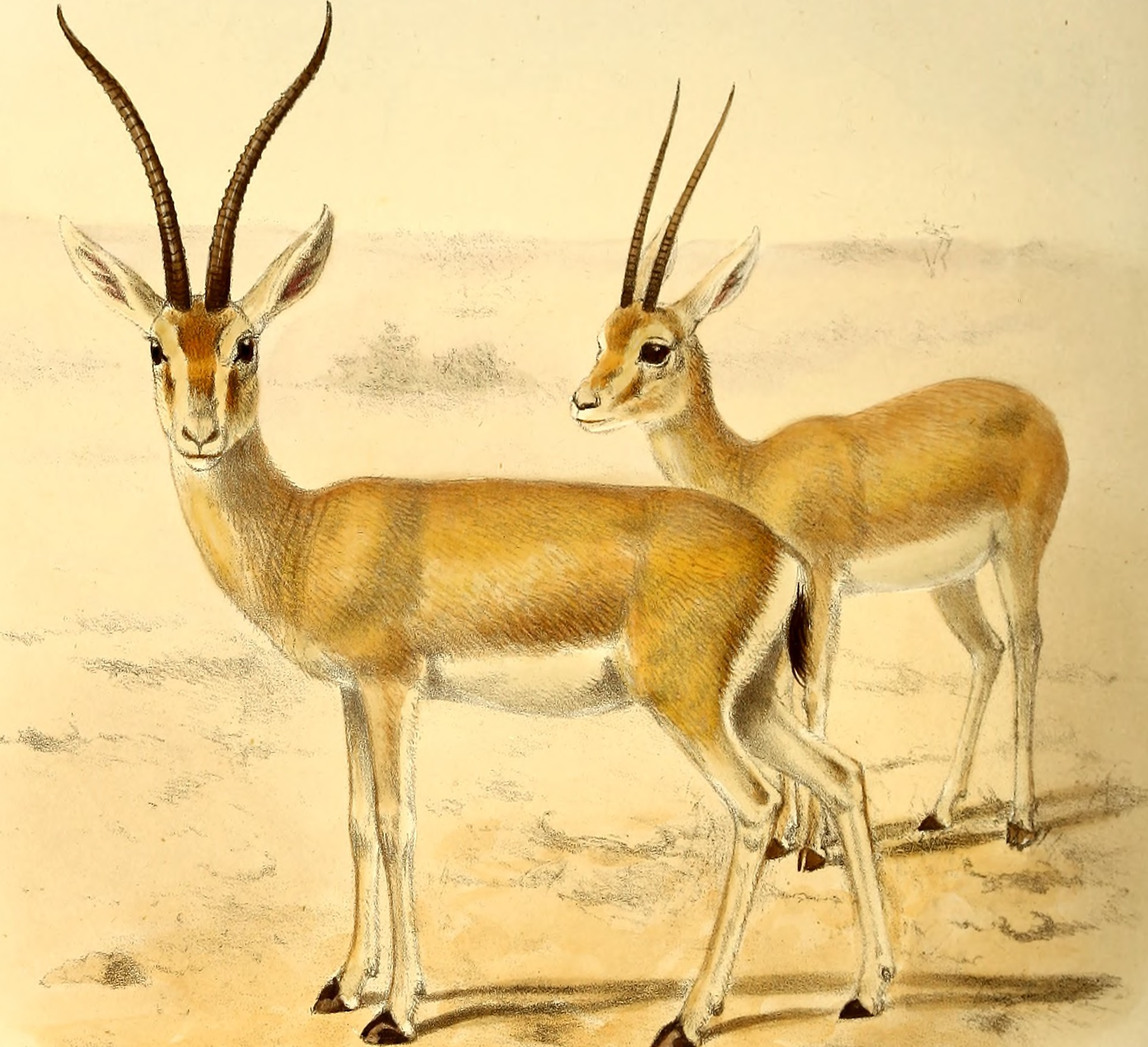
Kleurentekening van Alpheus F. Williams, uit: Philip Lutley Sclater, Oldfield Thomas en Joseph Wolf, The book of antelopes, uit 1894.

De duingazelle is voor het eerst geldig wetenschappelijk beschreven door Frédéric Cuvier in 1842 op basis van een collectie uit Egypte en hij noemde de soort Antilope leptoceros. De Nederlandse zoöloog Coenraad Jacob Temminck meende dat gazelles in een afzonderlijk geslacht geplaatst moeten worden en creëerde op deze manier de nieuwe combinatie Gazella leptoceros in 1853. In 1869 beschreef de Oostenrijkse bioloog Leopold Fitzinger dieren uit de Libische Woestijn en gaf die de naam Leptoceros Abu Harab, en dieren uit de Bayuda Woestijn nabij de Egyptisch-Soedanese grens die hij Leptoceros cuvieri noemde. Michael Rogers Oldfield Thomas meende dat dieren uit Algerije tot een afzonderlijke soort moeten worden gerekend en noemde die Gazella loderi in 1894. Samen met Philip Lutley Sclater reduceerde hij in 1898 deze tot de ondersoort Gazella leptoceros loderi, ter onderscheid van Gazella leptoceros typica, maar dit laatste is een onjuiste naam voor de typische ondersoort die Gazelle leptoceros leptoceros zou moeten heten. De duingazelle wordt ingedeeld bij de orde Evenhoevigen, onderorde Herkauwers, infraorde Pecora, familie Holhoornigen, onderfamilie Echte antilopen, geslachtengroep Gazellen. Er worden momenteel geen ondersoorten erkend.

### Naamgeving
De geslachtsnaam Gazella en de naam “gazelle” in veel verschillende talen zijn afgeleid van het Perzische woord غزل (ğazal) of het Arabische ğazala, dat liefdesgedicht betekent maar waarmee ook verschillende gazellesoorten worden aangeduid. De soortnaam komt van het Griekse woord λεπτός (leptós), wat "dun" of "smal" betekent, en κέρας (keras), "hoorn".

### Verwantschap
De oostelijke en westelijke populaties van de duingazelle zijn van elkaar geïsoleerd, maar dit kan het gevolg zijn van het verdwijnen van de soort in het tussenliggende gebied als gevolg van ingrepen van de mens. Vergelijking van uiterlijk en van homoloog DNA tonen aan dat de duingazelle nauw verwant is aan de Arabische zandgazelle en de Edmigazelle.

## Leefomgeving
De duingazelle is een woestijnspecialist die bijna uitsluitend te vinden is tussen zandduinen in de zeer droge noordelijke Sahara. Het klimaat hier wordt gekenmerkt door minder dan 100 mm regen per jaar, harde wind en seizoensgebonden temperatuurschommelingen. In Jbil National Park, Tunesië, bedroeg de dagelijkse maximumtemperatuur gemiddeld 38 °C tijdens de zomer, terwijl de winter werd gekenmerkt door een gemiddeld dagelijks minimum van 3 °C. In de Grand Erg Oriental in oostelijk Algerije schommelden de dagelijkse temperaturen in mei tussen 15 °C 's ochtends vroeg en 39 °C on de middag. In Siwa, Egypte, bedraagt de gemiddelde zomertemperatuur ongeveer 29 °C, maar er zijn temperatuur extremen gemeten van 49,6 °C en −4,5 °C. Begroeide valleien tussen duinen vormen een belangrijk leefgebied voor de duingazelle, maar hij komt ook voor in harde, kale woestijnen en steenachtige vlaktes grenzend aan duinen. Steenachtige en rotsachtige vlaktes, grenzend aan duinsystemen, worden tussen de herfst en de lente gebruikt, met name door vrouwtjes met jongen. Deze soort is zeer nomadisch en trekt wijd door de woestijn op zoek naar tijdelijke weiden. Observaties van sporen in oostelijk Algerije suggereerden een niet-willekeurige routeselectie met een voorkeur voor de struiken Henophyton deserti, Echiochilon fruticosum, Helianthemum sp. en Euphorbia guyoniana en het gras Stipagrostis acutiflora, hoewel niet al deze planten de voorkeursvoedselbronnen waren. In Egypte trekt de duingazelle tijdens de wintermaanden door uitgestrekte woestijngebieden. In de zomer vergroot het gebrek aan water het belang van oases en bosjes van Acacia. Droogte kan de soort dwingen zijn typische duinhabitat te verlaten. Hij lijkt gebieden te vermijden die worden bezocht door nomaden en hun vee.

### Voedsel

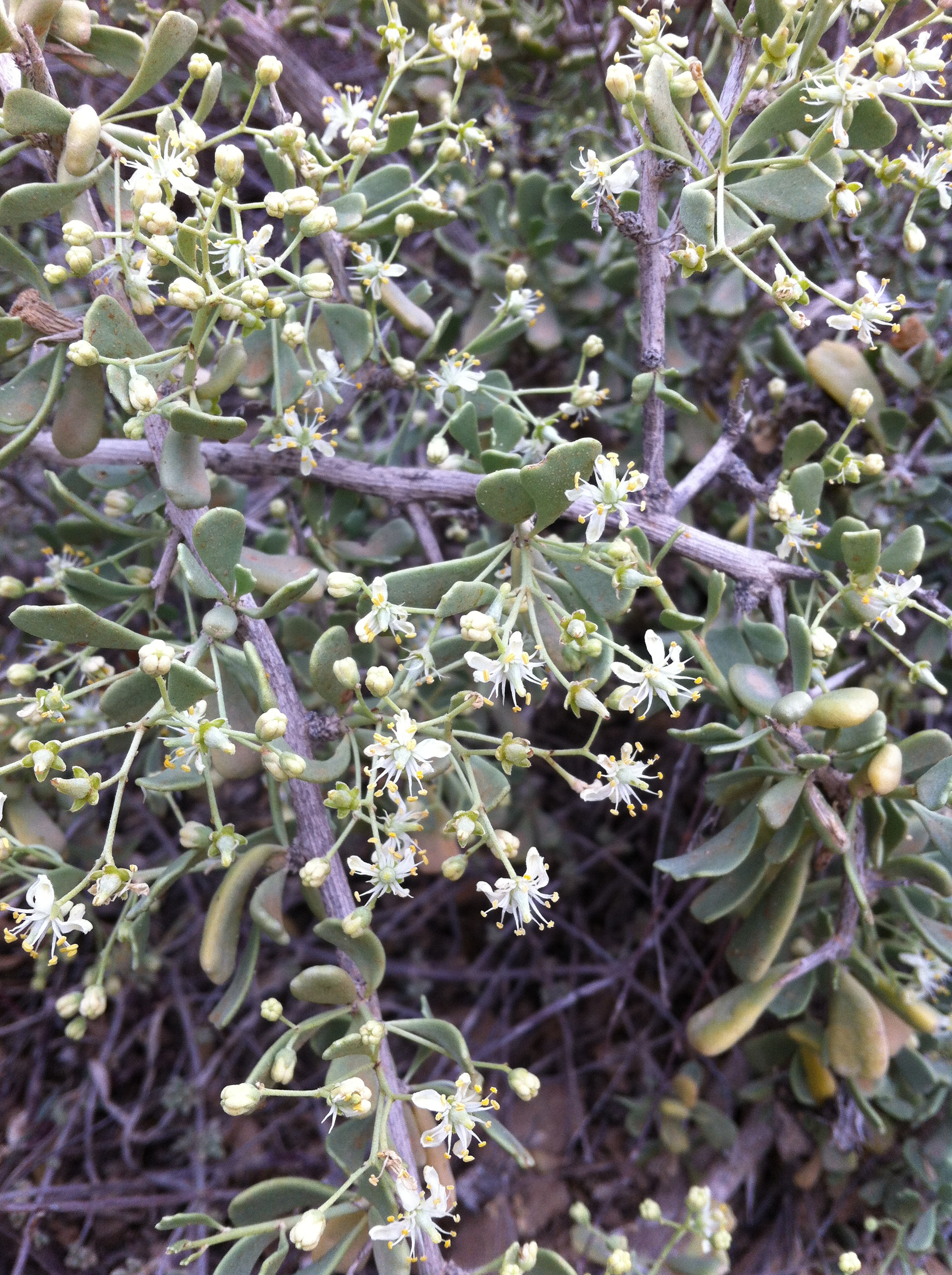
Nitraria retusa is een van de voedselplanten van de duingazelle

De duingazelle eet bladeren, bloemen en vruchten van struikachtige woestijnplanten. In Egypte voedt hij zich met de stekelige bladeren van Cornulaca monocantha en bloemen van Launaea capitata. Nitraria retusa kan een belangrijke voedselbron zijn, Calligonum comosum, Pituranthos tortuosus en Acacia raddiana worden ook gegeten. In Algerije wordt Aristida pungens gerapporteerd als het belangrijkste voedsel. In de Grand Erg Occidental voedt de soort zich met Helianthemum lippii, Bassia muricata, Eremobium aegyptiacum, Euphorbia guyoniana, Mecomischus latifolius, Moltikiopsis ciliata, Neurada procumbens, Salsola vermiculata, Danthonia forskahlii, Ephedra alata, Genista saharae, Launaea mucronata, Retama raetam en Traganum nudatum. In de Grand Erg Oriental in Algerije, at de duingazelle in mei veel Echiochilon fruticosum en Helianthemum sp. (beide struiken). Andere soorten die in deze tijd werden gegeten, waren de eenjarige planten Reigersbek, Farsetia sp., Launaea sp., en Cyperus conglomeratus, de vaste Euphorbia guyoniana, en de struik Ephedra elata. In het Tunesische deel van de Grand Erg Oriental worden Helianthemum confertum, Herniaria uniflorum, Lotus sp., Echium horridum, en Genista saharae in april en mei als voedsel gebruikt. De soorten foerageert in de steppezone buiten de duinen, mogelijk op zoek naar mineralen die ontbreken in de duinvegetatie.
In Tunesië worden planten die rijk zijn aan water, zoals Anabasis articulata, Arthrophytum schmittianum en Helianthemum kahiricum en vruchten van Colocynthus vulgari, mogelijk selectief gegraasd op hun watergehalte. De duingazelle is echter waargenomen bij oases en wadi's waar beschikbaar.

### Predatoren
De duingazelle is in het wild in gemengde groepen met dorcas gazelles waargenomen. Deze twee soorten kunnen mogelijk hybridiseren. Jachtluipaarden zijn een belangrijke predator van gazellen in heel Afrika, maar zijn verdwenen uit een groot deel van het verspreidingsgebied van de duingazelle. In de jaren '50 werden jachtluipaarden gemeld als predatoren van de soort in de Grand Erg Occidental, maar zijn sindsdien uitgeroeid uit de regio. Er is geen recent bewijs van de aanwezigheid van jachtluipaarden in West-Egypte. Andere potentiële predatoren zijn Canis lupaster aan de randen van de Grand Ergs en ten westen van de Siwa-oase, en Afrikaanse wilde honden, luipaarden en gestreepte hyena's aan de uiterste randen van het geografische verspreidingsgebied.

## Gedrag
De duingazelle leeft in kleine groepen, meestal met vijf of minder individuen. Typische groepen bestaan uit een volwassen mannetje, een of twee volwassen vrouwtjes en hun nakomelingen, hoewel zowel solitaire mannetjes als solitaire vrouwtjes zijn waargenomen, en jonge mannetjes kunnen met elkaar optrekken. De duingazelle is voornamelijk actief in de schemering en 's nachts. In de zomer van juni tot augustus zoeken de dieren tijdens de middag zoveel mogelijk de schaduw op en kunnen de dieren inactief zijn tussen 09.00 en 20.00 uur. In de winter van december tot februari zijn de dieren ook overdag actief. De soort kan schaduw zoeken onder acacia bomen of kuiltjes in zand onder lage struiken schrapen om een schaduwrijke rustplaats te creëren, maar de toppen van zandruggen worden bij voorkeur gebruikt als observatieposten. Tijdens het bronst kunnen mannetjes territoriaal worden. Er zijn aanwijzingen dat de vegetatie aan stukken wordt getrokken, wellicht als markering van het territorium. In gevangenschap tolereren volwassen mannetjes geen andere mannetjes in de aanwezigheid van vrouwtjes en ernstige agressie kan leiden tot de dood. Wanneer ze in nood zijn, produceren baby's een piepende roep. In het verleden werd die roep nagedaan door jagers om vrouwtjes dichterbij te lokken. Bij de nadering van een roofdier kunnen de dieren roerloos blijven staan om detectie te voorkomen. De bleke zandkleurige lichaamskleur geeft een goede camouflage.

## Verspreiding en populatieomvang

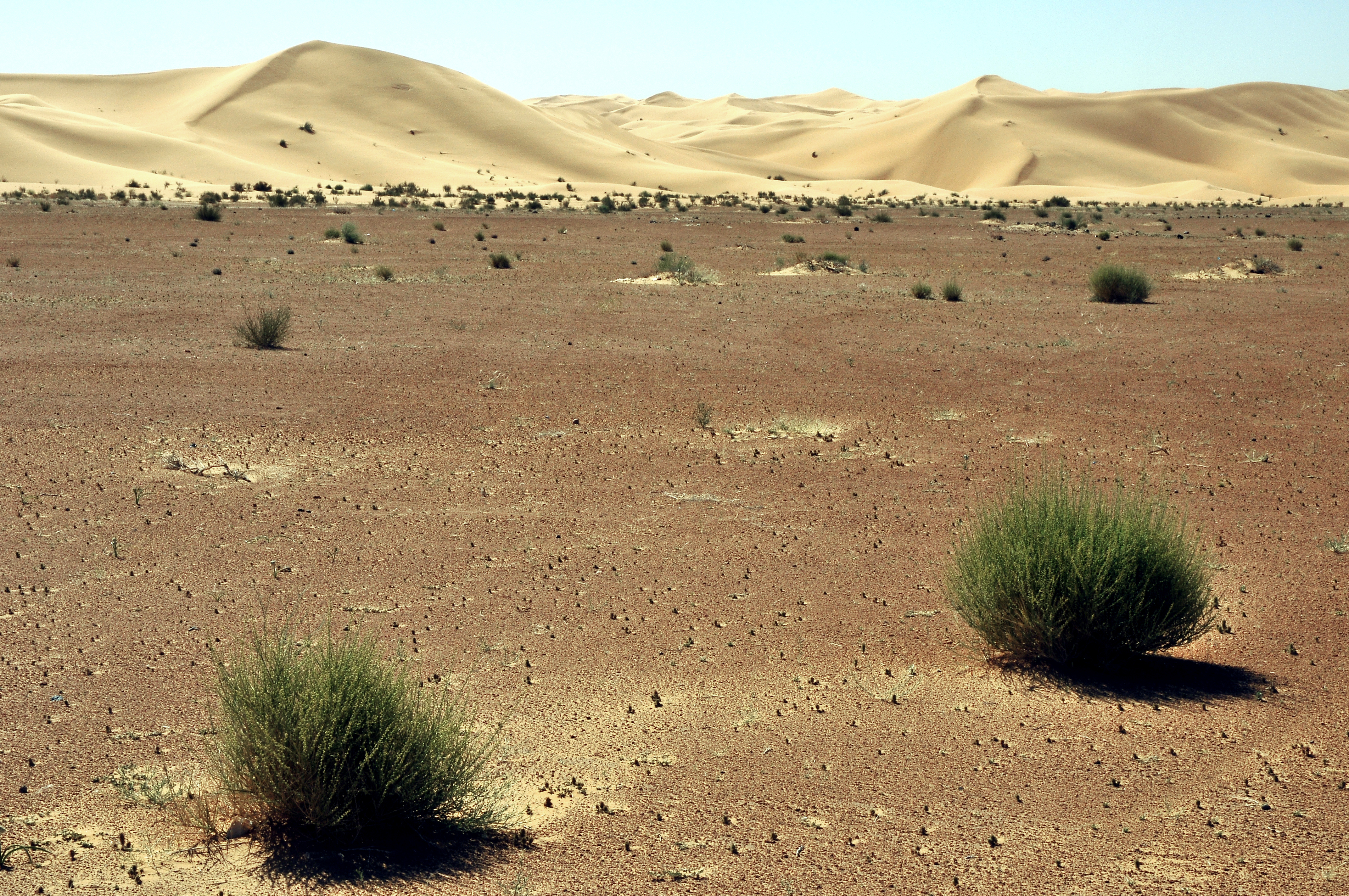
Grand Erg Occidental, een van de resterende gebieden waar de duingazelle nog voorkomt

Duingazelles zijn schaars in de Sahara tussen 4°20ʹ westerlengte en de Nijl. Tussen 2000 tot 2020 is de soort alleen waargenomen in Algerije, Tunesië, Libië en Egypte, waarbij de huidige omvang van het bekende voorkomen naar schatting 182.000 km2 beslaat. In Algerije en Tunesië komt de verspreiding van de duingazelle nauw overeen met de grote zandzeeën ten zuiden van het Atlasgebergte, met name de Grand Erg Occidental in het noordwesten van Algerije en de Grand Erg Oriental op de grens van Algerije en Tunesië overspant. De duingazelle was ooit aanwezig in de Erg Iguidi in het westen van Algerije, maar is daar nu uitgestorven. De soort is de afgelopen decennia niet waargenomen in de Erg d'Admer (zuidoostelijk Algerije), waar het dier in de jaren 1920 zeldzaam was. De soort werd in 2020 bevestigd in het Tunesische deel van de Grand Erg Oriental tussen de nationale parken Jbil en Senghar-Jabbes. De meest recente waarnemingen uit Egypte komen uit verspreide locaties in de Qattara-depressie en gebieden ten westen van de Siwa-oase grenzend aan de Libische grens, maar niet in Libië. In de centrale Sahara was de duingazelle nog aanwezig in de Ténéréwoestijn van noordelijk Niger en nabij het Tibestigebergte in het noorden van Tsjaad tot in de jaren zeventig.

## Bedreigingen en bescherming
De duingazelle is bijzonder kwetsbaar voor de jacht vanwege de open, blootgestelde aard van zijn woestijnhabitat. Traditioneel werd er op gejaagd met behulp van vallen van de vezels van dadelpalmen en hennep, en met behulp van honden. Met de komst van vuurwapens was de vluchtafstand kleiner dan het schietbereik van een geweer. De soort kon gemakkelijk worden gestalkt in de heuvelachtige duinen en omdat het lopen door het zand weinig geluid maakt. Eind 1800 werden er naar verluidt jaarlijks 500-600 paar hoorns verhandeld vanuit de woestijn in het achterland via de Tunesische haven van Gabes. In recentere tijden werd de achteruitgang versneld door jachtpartijen met behulp van vrachtwagens, quads en motoren waarmee jagers gemakkelijk toegang hadden tot de afgelegen woestijn. De soort wordt nu illegaal gezocht door trofeejagers vanwege zijn zeldzaamheid. Trofeefoto's die op sociale media worden geplaatst, vormen een van de beste huidige bewijzen van zijn aanwezigheid, met name in Egypte, waar de populaties bijzonder klein en gefragmenteerd zijn.
De duingazelle staat op de Rode Lijst van bedreigde diersoorten van de Internationale Unie voor het behoud van de natuur als "bedreigd" (EN). De soort is momenteel beschermd onder Bijlage I van het Convention on the Conservation of Migratory Species of Wild Animals en Bijlage I van CITES (2022). Ongecontroleerde jacht vormt de belangrijkste bedreiging voor de soort. Gezien de precaire toekomst van de soort in zijn verspreidingsgebied werd de IUCN-classificatie in 1990 verhoogd aangepast van "kwetsbaar" (VU) naar "bedreigd". In 2016 heeft de soort mogelijk de drempelwaarde "ernstig bedreigd" (CR) bereikt, maar veldgegevens zijn te beperkt om dit te bevestigen. De soort is wettelijk beschermd in alle vier de landen waar de soort voorkomt (Algerije, Tunesië, Libië en Egypte), evenals in Niger, maar er is weinig effectieve handhaving. De omvang van de huidige populaties is in geen van de vier landen waar de soort voorkomt beschikbaar. De IUCN schatte de wereldpopulatie in 2016 op 300-600 volwassen exemplaren. Omdat bestaande populaties klein, zeer gefragmenteerd en geïsoleerd zijn, is het verlies van genetische diversiteit waarschijnlijk een ernstig risico voor het behoud van de soort.
De laatste duingazelle in een Europese dierentuin stierf in 2024 in Zoo Planckendael.